# École secondaire Le Caron
L'École secondaire Le Caron est un établissement secondaire public situé à Penetanguishene, dans le comté de Simcoe (Ontario).